# SMS Schleswig-Holstein
Het slagschip SMS Schleswig-Holstein was het vijfde en laatste schip van de Deutschland-klasse van de Kaiserliche Marine. Het werd op 7 december 1906 bij de Germaniawerft in Kiel te water gelaten. Op 6 juli 1908 werd het in dienst gesteld. Het schip dat als pre-dreadnought allang verouderd was, was een van de weinige grotere schepen die Duitsland na de Eerste Wereldoorlog mocht behouden. Het werd overgenomen door de Reichsmarine en later de Kriegsmarine. Het diende tot 1935 als vlaggenschip en daarna als opleidingsschip.
Op 1 september 1939 begon de Tweede Wereldoorlog met de aanval van de Schleswig-Holstein op Westerplatte.

## Eerste Wereldoorlog
In de Zeeslag bij Jutland op 31 mei 1916 was de Schleswig-Holstein een van de laatste schepen in de linie van de slagvloot en kwam slechts sporadisch in aanraking met Britse eenheden. Het kreeg een treffer te verwerken van een 34,3 cm. Daarbij werden drie man gedood en acht verwond.
In de jaren 1925-1926 werd de Schleswig-Holstein gemoderniseerd. De vier kolengestookte stoomketels werden door oliegestookte ketels vervangen.

## Tweede Wereldoorlog
Op 1 september 1939 opende de Schleswig-Holstein - die officieel op vriendschappelijk bezoek was in de Bocht van Gdansk - vanuit het havenkanaal het vuur op het Poolse minutiedepot op Westerplatte, die bij de vrije stad Danzig hoorde. Met deze schoten (Adolf Hitler: „Sinds 5.45 wordt teruggeschoten.“) en de inval van Duitse troepen in Polen begon de Tweede Wereldoorlog in Europa. Daarnaast landde er een groep mariniers van 225 man vanaf de Schleswig-Holstein, om de kanonnen te veroveren, wat echter niet volledig lukte. Pas op 7 september lukte het de aanvallers om de stellingen tot overgave te dwingen, nadat door verdere beschietingen en aanvallen van Stuka’s de waterhuishouding was vernietigd.
In 1940 nam het schip deel aan ‘’Operatie Weserübung’’, waarbij het met andere marine-onderdelen de Deense havenstad Nyborg bezette. Daarna maakte het een aantal kleine reizen als opleidingsschip. Eind 1944 werd het schip met luchtafweergeschut uitgerust.
Het schip werd op 18 december 1944 bij Gotenhafen/Gdingen door drie luchtbommen zwaar beschadigd en zonk in 12 meter waterdiepte. Hierdoor kwamen 28 man om en vielen er 53 gewonden. Drie schepen probeerden het schip te lenzen, wat echter niet lukte, aangezien het gat dat door een van de bommen was veroorzaakt, te groot was.
Op 20 december brak een brand die twaalf uur duurde en de opbouw bijna volledig verwoestte.
Op 25 januari 1945 werden de vlag en wimpel voor de laatste maal gestreken. Het grootste deel van de bemanning werd vervolgens ingezet bij de verdediging van Marienburg.
Op 21 maart werd de Schleswig-Holstein bij de definitieve overgave van Gotenhafen opgeblazen. Na de capitulatie van Duitsland in mei 1945 vorderde de Sovjet-Unie het oude schip als oorlogsbuit. In 1946 begonnen de reparatiewerkzaamheden om het schip zeewaardig te maken. Het werd naar Tallinn gesleept en daar tot oefendoelschip verbouwd. Tot 1955 werd het als doel beschoten. Tegenwoordig ligt het in het voormalige oefengebied van de Sovjetmarine bij het Finse eiland Ordensholm op de bodem.

## Zusterschepen
- SMS Deutschland
- SMS Hannover
- SMS Pommern
- SMS Schlesien